# Teodelapio (Alexander Calder)

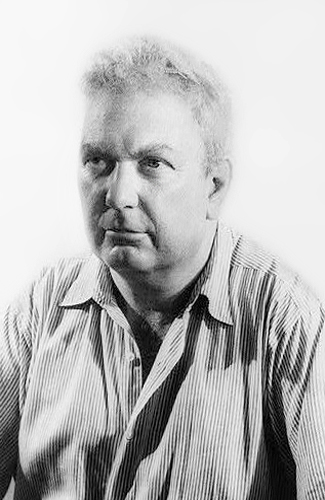
Alexander Calder

Teodelapio è la prima e unica scultura monumentale di Alexander Calder in Italia. Si trova a Spoleto ed è stata realizzata e donata alla città in occasione della mostra open air intitolata Sculture in città, ideata da Giovanni Carandente per il V Festival dei Due Mondi nel 1962.

## Genesi dell'opera
Lo scultore ebbe con Carandente una fitta corrispondenza sul come e per dove realizzarla. Dall'idea di dar vita a un mobile, Calder passò alla scelta di costruire, come da lui fatto in precedenti esperienze, uno stabile.
La scultura è in acciaio verniciato di nero. È antistante la stazione ferroviaria ed è divenuta a tutti gli effetti uno dei simboli della città di Spoleto.
Il modello fu inviato all'Italsider nello stabilimento di Savona dove fu ingrandito ventisette volte, realizzato in lastre d'acciaio per gli scafi dello spessore di undici millimetri, portate a Spoleto dove furono montate e saldate, insieme a costolature di controvento progettate dall'artista a Spoleto..
Carandente così racconta l'origine del nome dell'opera; 
(Giovanni Carandente, Teodelapio, Alexander Calder, 1996)

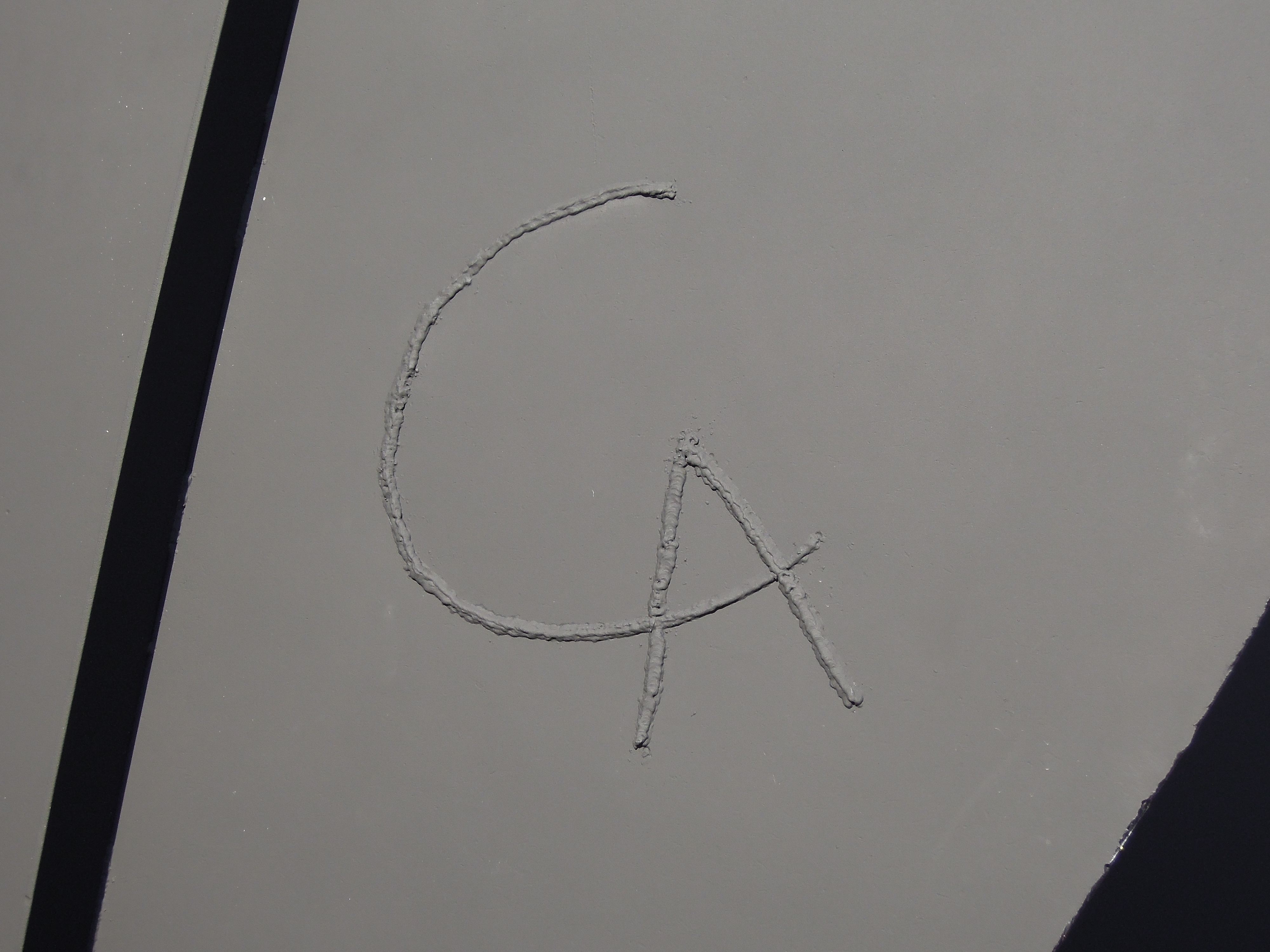
Firma di Calder sul Teodelapio

La struttura è alta 18 metri, larga 14, e pesa trenta tonnellate; le parti sono saldate insieme, mentre tutte le altre successive sculture Stabiles saranno imbullonate; è ancorato al suolo con piedistalli in lastre di acciaio affondati per due metri sotto il livello della piazza.
L'opera viene considerata la prima scultura monumentale stabile del mondo. Di fatto, le altre famose e grandiose sculture dello stesso autore (presente con le sue opere in città come Montréal, Chicago e Città del Messico) sono tutte successive. 
Il fatto che la scultura poggi direttamente sull'asfalto della piazza e che funga quasi da rotatoria atipica per i veicoli in partenza o diretti alla stazione ferroviaria, non è casuale: l'autore dell'opera, da sempre attratto e affascinato dalla dinamicità, immaginò il Teodelapio immerso e attraversato proprio dalla caoticità del traffico cittadino; in quest'ottica, tutta la piazza e tutti i veicoli che vi transitano, partecipano alla dinamicità della scultura.
È stato sottoposto a lavori di restauro e manutenzione nel giugno 2015.
Resta l'unica scultura monumentale di Calder presente in Italia.